# 馬其頓王國
馬其頓王國是古希臘西北部王國。其史上最輝煌的時期即為亞歷山大大帝開創的亞歷山大帝國。
亞歷山大帝國是历史上继波斯帝国之后第二个地跨欧、亚、非三洲的帝国，其疆域东自费尔干纳盆地及印度河平原，西抵巴尔干半岛，北从中亚细亚、裏海和黑海起，南达印度洋和非洲北部。
馬其頓王國在安提柯王朝統治下，從公元前297年到前168年被羅馬人接管為止，卡珊德從前305年開始使用國王稱號，但在接下來二十年間，他的眾多對手，與他互爭統治權，將王國變得四分五裂，直到前276年，安提柯二世來到馬其頓，國家才恢復穩定，而他的家族堅持自身對亞歷山大帝國的統治權，在當他成為馬其頓君主之後，這份堅持顯得沒有意義。

## 起源

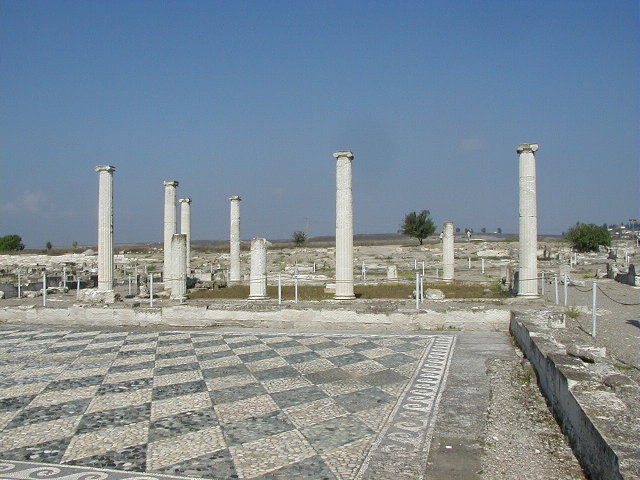
位於希臘培拉的古代馬其頓貴族遺跡，其為礫鑲嵌面的中庭。

马其顿地处古希臘边陲地区，地处希腊中北部，西接艾普魯斯，東鄰色雷斯。原為古代希臘人部落，屬於多利安人一支，由于地處偏僻、而且行專制君主制而非其他希臘部落常見的公民城邦制，因此被其他行城邦制的希臘部落另眼看待、視其為希臘人中的異類。约在前6世纪下半叶，马其顿完成了统一，实行君主制。

## 崛起
马其顿在波希战争初期依附于波斯，但又背着波斯人给希腊人暗送情报。公元前5世纪末，国都从西北山区的埃格迁往东南沿海的培拉。到前4世纪，摄政王腓力二世（前359－前336年）在废黜幼主阿敏塔斯四世，自立为王，推行了一系列改革。腓力二世借鉴希腊的先进经验，并采取了马其顿特色的举措，强化王权、削弱贵族会议和公民大会的权力，推行币制改革，采用金银复本位制。最重要的是他的军事改革，建立了一支忠于国王的常备军，创建了强有力的马其顿方阵。后来他又侵占了色雷斯的金矿，每年又有一稳定的收入以扩充军事。马其顿军队的战斗力超过了希腊其他城邦的军队。腓力二世为了准备进军东方各国，还建立了一支强大的舰队。 
腓力二世在军力强大后，趁着希腊处于城邦战争之际南下侵略希腊。西元前338年，以雅典、底比斯为首的反马其顿盟军与马其顿军决战于中希腊的克罗尼亚，盟军惨败。第二年，腓力二世在科林斯召集各邦开会，宣布希腊各城邦成立联盟，除斯巴达外的全希腊都被迫承认了马其顿的霸权，并决定进攻波斯。前336年，腓力二世在他女儿的婚宴上遇刺身亡，王位由其20岁的儿子亚历山大（即亚历山大大帝）继承。

## 征服
腓力二世在被害后，希腊各邦再度出现了反马其顿的起义。年仅20岁的亚历山大在继位以后，在不到半年的时间之内迅速镇压了叛乱。
公元前334年春天，亚历山大渡过了赫勒斯滂海峡入侵波斯帝国，亚历山大的军队与波斯王大流士三世的军队在小亚细亚的格拉尼庫斯河戰役首次展开会战，马其顿军大獲全胜，不到半年即占领小亚细亚。
公元前333年，亚历山大率军在今叙利亚的伊苏斯平原大败大流士三世亲率的10万多波斯军，俘虏大流士的母亲、妻子和两个女儿。大流士三世向东溃逃。
公元前333年亚历山大征服叙利亚、腓尼基。次年又征服埃及，在埃及尼罗河口建筑一座新城叫做亚历山大里亚。
亚历山大于公元前331年春季又离开埃及，继续东征。渡过幼发拉底河与底格里斯河，十月间在高加米拉戰役又与大流士三世军队发生战争。據传说此时波斯军队约有三十万人之多，有马步队、刀輪戰車，但皆被亚历山大击败，大流士三世又东逃。亚历山大继续前入巴比伦城，取得美索不達米亞。他从巴比伦又东行，进入波斯本土，占领波斯的苏萨与波斯波利斯两个都城，获得大量金银及珠宝后放火焚毁波斯波利斯城，杀戮其居民，以报复公元前480年波斯王薛西斯一世纵火焚毁雅典城的仇恨。以后三年间亚历山大又镇压波斯东北部零星反抗。波斯王大流士三世亦被其部下所杀，波斯灭亡。
公元前327年亚历山大又进兵印度。他统帅大军于前330年从里海南岸东进，经过帕提亚，在前329年－前327年征服巴克特里亚和马尔吉安娜，并趁机挥师东进印度，战败印度反抗者，征服旁遮普，拟沿着恒河继续东征。但其部下兵士在外转战连年，归乡心切，又因印度多雨、天气酷热，士兵饱受痛楚，几至公开哗变，亚历山大乃把征服的印度部分分为三省并留驻兵，兵分三路西还。
前324年初，亚历山大将巴比伦作为新都，建立一个庞大的帝国——马其顿帝國，也稱之為亚历山大帝國。此时马其顿帝国疆域达到顶峰，包含今天的希腊、马其顿、阿尔巴尼亚、保加利亚、罗马尼亚、土耳其、叙利亚、黎巴嫩、以色列、埃及、伊拉克、科威特、伊朗、阿富汗、巴基斯坦、土库曼斯坦、乌兹别克斯坦、塔吉克斯坦的全部或部分领土。
前323年6月，亚历山大突然患恶性疟疾，发病10天后就离世，年仅33岁。
後人稱亞歷山大征服的土地為亞歷山大帝國，因為這個帝國的興衰和亞歷山大個人的人生歷程緊密地聯繫在一起。

## 帝國解体
亚历山大死后，希腊各城邦及波斯各地，都乘机反抗。亚历山大部将又互相厮杀，争夺土地，帝国就立即进入继业者战争中，最后分裂为三个比较巩固的希腊化帝国。他的部将托勒密占领埃及以及叙利亚南部，建立托勒密王國；塞琉古占领小亚细亚、美索不达米亚、叙利亚北部和伊朗高原，建立塞琉古帝国；安提柯的後代則占据马其顿和希腊建立安提柯王朝。
这三个国家是希腊帝国后期最强大的帝国，存在约有數百年，罗马共和国于前168年滅亡安提柯王朝，前146年占領馬其頓后，又向东发展，余下的塞琉古帝国在前63年被征服，托勒密帝国在前30年被征服。

## 延伸閱讀
- Eugene N. Borza: Before Alexander: constructing early Macedonia. Claremont, CA: Regina Books, 1999. Pp. 89. ISBN 0-941690-97-0 (pb)
- Robin Lane Fox, Alexander the Great, Penguin Books, 1973, ISBN 0-14-008878-4 (pb).
- Nicholas G. L. Hammond, The Macedonian State, Oxford University Press, 1989, ISBN 0-19-814883-6. Pg. 12-13.
- Macedonian Empire （页面存档备份，存于）, 1911 Encyclopædia Britannica
- Joseph Roisman, Ian Worthington: A Companion to Ancient Macedonia, Wiley-Blackwell, 2010

## 外部連結
- Ancient Macedonia （页面存档备份，存于） at Livius （页面存档备份，存于）, by Jona Lendering
- Hellenism in Macedonia[], Britannica Online
- Twilight of the Polis and the rise of Macedon （页面存档备份，存于） (Philip, Demosthenes and the Fall of the Polis). Yale University courses, Lecture 24. (Introduction to Ancient Greek History)
- Heracles to Alexander The Great: Treasures From The Royal Capital of Macedon, A Hellenic Kingdom in the Age of Democracy （页面存档备份，存于）, Ashmolean Museum of Art and Archaeology, University of Oxford